# جون ولترز
جون ولترز (بالإنجليزية: John Wolters)‏ هو راكب الكنو أمريكي، ولد في 9 سبتمبر 1940.

## وصلات خارجية
- جون ولترز على موقع أوليمبيديا (الإنجليزية)